# Municipio de Washington (condado de Clermont)
El municipio de Washington (en inglés: Washington Township) es un municipio ubicado en el condado de Clermont en el estado estadounidense de Ohio. En el año 2010 tenía una población de 2278 habitantes y una densidad poblacional de 24,23 personas por km².

## Geografía
El municipio de Washington se encuentra ubicado en las coordenadas 38°51′45″N 84°10′34″O / 38.86250, -84.17611. Según la Oficina del Censo de los Estados Unidos, el municipio tiene una superficie total de 94 km², de la cual 92,28 km² corresponden a tierra firme y (1,83 %) 1,72 km² es agua.

## Demografía
Según el censo de 2010, había 2278 personas residiendo en el municipio de Washington. La densidad de población era de 24,23 hab./km². De los 2278 habitantes, el municipio de Washington estaba compuesto por el 98,51 % blancos, el 0,31 % eran afroamericanos, el 0,13 % eran amerindios, el 0,09 % eran asiáticos, el 0,18 % eran de otras razas y el 0,79 % eran de una mezcla de razas. Del total de la población el 0,66 % eran hispanos o latinos de cualquier raza.